# 倉島丹浪
倉島 丹浪（くらしま たんろう、1899年（明治32年）4月22日 - 1992年（平成4年）12月23日）は、日本画家。河童の絵を多く手掛けた。

## 経歴
長野県埴科郡倉科村（現・千曲市）生まれ。旧制長野中学に進む。1921年（大正10年）、上京し、本郷絵画研究所に学び、橋本静水に師事。1926年（大正15年）、横山大観に入門。1930年（昭和5年）、野木逸子と結婚。「八代宗彦」の名で漫画家として活躍。戦後、屋代町（現・千曲市屋代）の芸術家集団白炎社設立に参加。1969年（昭和44年）、創作画協会の設立に尽力、特別理事に就任。1974年（昭和49年）、紺綬褒章受章。1980年（昭和55年）、更埴市長表彰。1992年（平成4年）、死去。享年93歳。

## 著書
- 『おにんぎょうのおきゃくさま』信友社出版部、1948年

## 挿絵
- 朝倉真衣『おしょうさん・天ぐさん』青葉書房、1957年